# Zygmunt Choreń

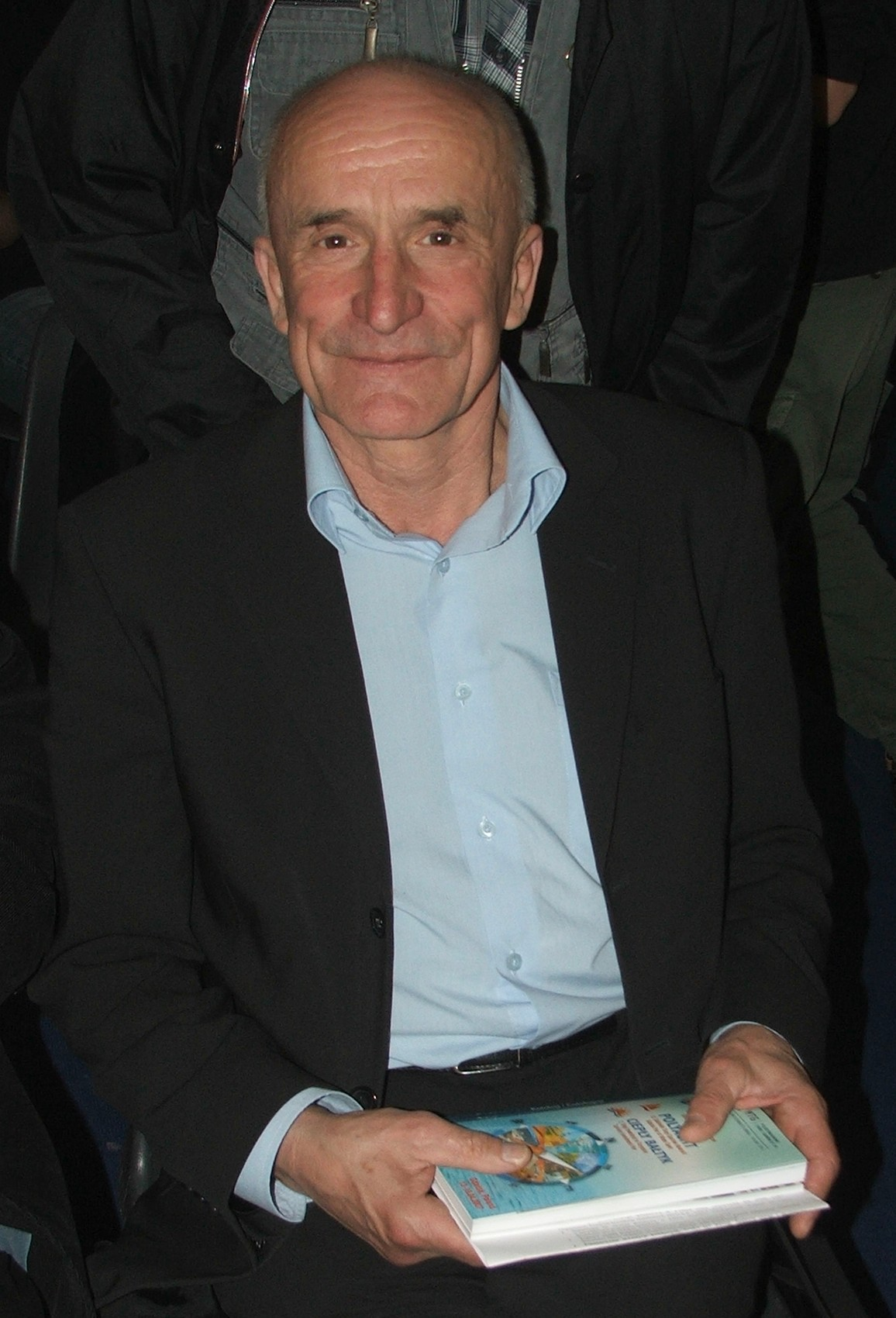
Zygmunt Choreń

Zygmunt Choreń (Komarówka Podlaska, 1941) è un architetto navale polacco, progettista di diversi dei più famosi vascelli a vela costruiti nei decenni a cavallo tra il XX e il XXI secolo.

## Biografia
Zygmunt Choreń è nato nel 1941 nella villaggio di Brzozów Kącie, nel comune di Komarówka Podlaska in Polonia. Dopo aver terminato la scuola secondaria, si è iscritto all'Università tecnica di Danzica, nella quale si è laureato in ingegneria nel 1965. In seguito ha iniziato a lavorare nell'ufficio di progettazione dei cantieri navali di Danzica.
Le prime grandi navi a vela da lui progettate furono il Pogoria (una goletta di 46,8 metri costruita nel 1980) e il Dar Młodzieży, nave scuola a tre alberi costruita nel cantiere navale di Danzica ed entrata in servizio l'anno successivo, che divenne il primo grande veliero di costruzione polacca ad oltrepassare l'equatore e compiere il giro del mondo.
Il Dar Młodzieży fu il prototipo di una serie di sei vascelli costruiti negli stessi cantieri navali su progetto di Choren. Gli altri cinque sono Mir, Druzhba, Pallada, Khersones e Nadezhda.
Nel 1992 ha lasciato i cantieri navali di Danzica per aprire un proprio studio di progettazione dal nome Choreń Design & Consulting. Per le molte grandi navi a vela progettate è conosciuto come il "padre dei velieri".

## Progetti

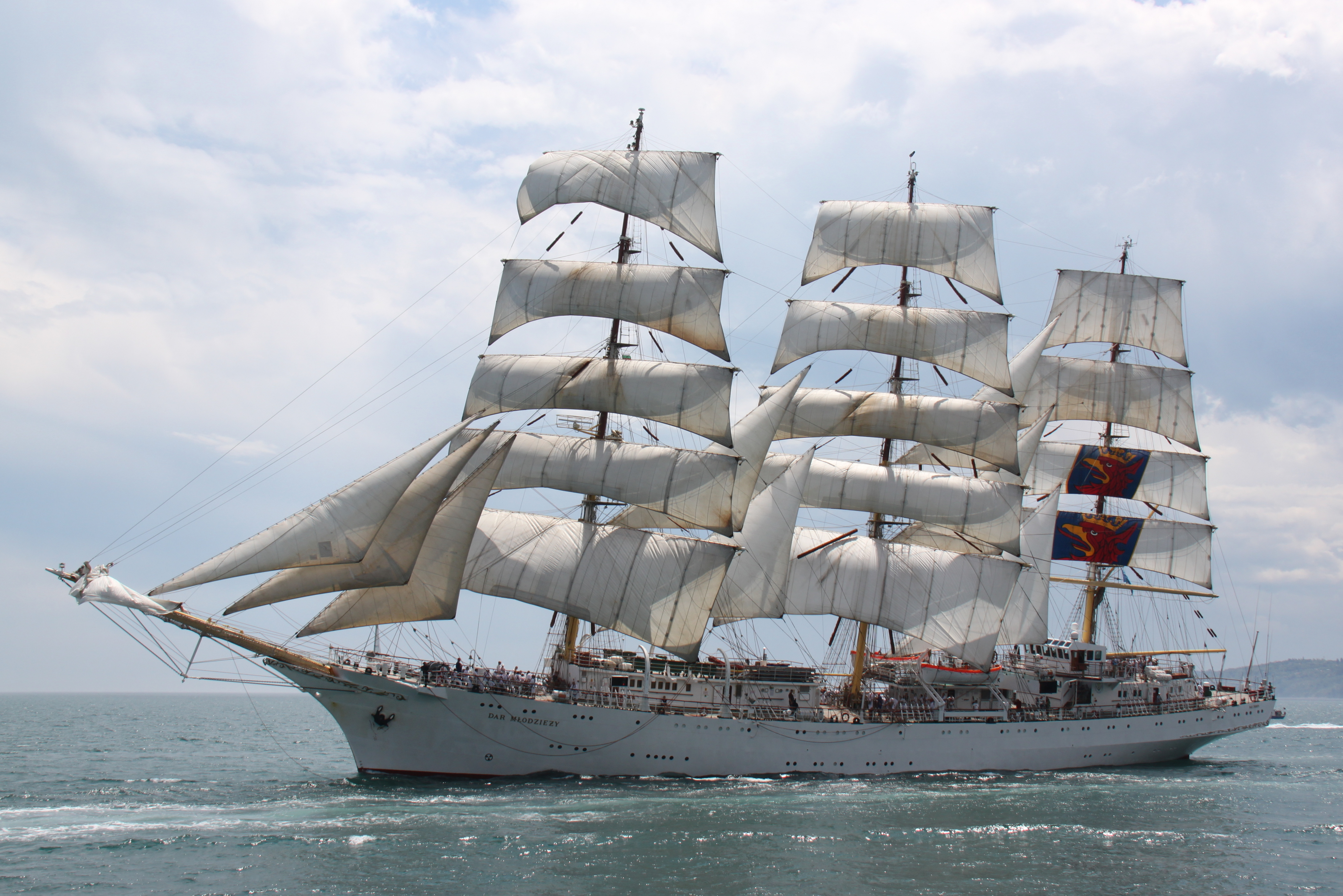
Il Dar Młodzieży nel 2010

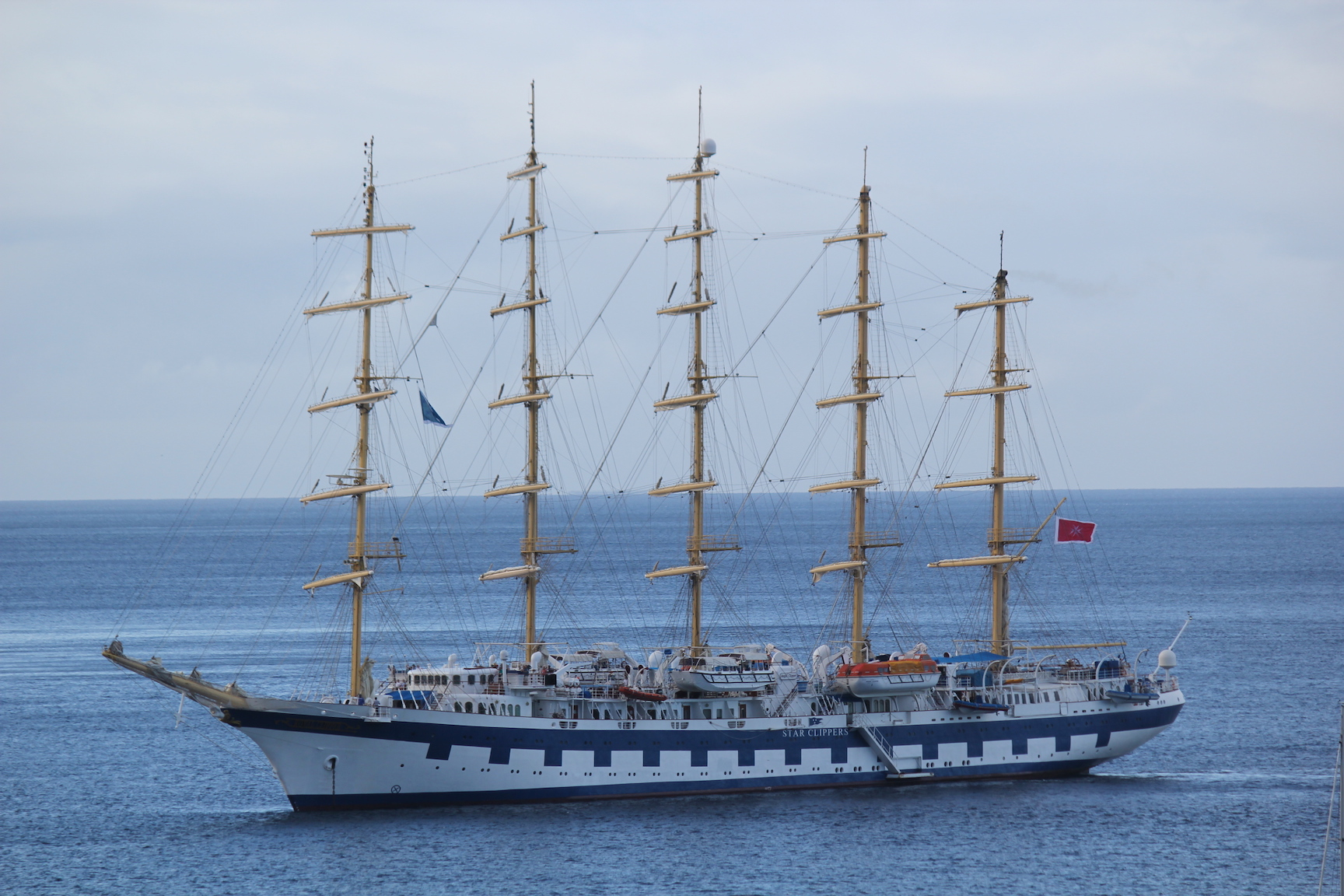
Il Royal Clipper nel 2018

Tra le navi a vela progettate o supervisionate è possibile citare
- 1980 – Pogoria
- 1982 – Dar Młodzieży
- 1982 – ORP Iskra II
- 1984 – STV Kaliakra
- 1985 – RV Oceania
- 1987 – Druzhba
- 1987 – Mir
- 1988 – Alexander von Humboldt
- 1989 – Khersones
- 1989 – Pallada
- 1991 – Nadezhda
- 1991 – Fryderyk Chopin
- 1991 – Kaisei
- 1995 – Estelle
- 2000 – Royal Clipper
- 2002 – Mephisto
- 2008 – Petit Prince
- 2010 – Running On Waves
- 2015 – Lê Quý Dôn
- 2017 – El-Mellah
- 2017 – Golden Horizon